# Hourquette d'Ossoue
Pour les articles homonymes, voir Hourquette et Ossoue.
La hourquette d'Ossoue  est un col de montagne pédestre des Pyrénées à 2 734 mètres d'altitude, dans le Lavedan, dans le département français des Hautes-Pyrénées en Occitanie.
Elle relie la vallée de Gaube et la vallée d'Ossoue.

## Toponymie
Hourquette est un nom féminin gascon /hurketɵ/, dérivé de hourque « fourche », du latin furca. L'idée de fourche est un passage en « V », en principe plus resserré qu'un col et moins marqué qu'une brèche.

## Géographie

### Situation
Elle est située entre le Petit Vignemale (3 032 m) (qui surplombe le glacier du Petit-Vignemale) et le pic de la Sède (2 976 m).
Empruntée par le sentier de grande randonnée GR 10, dont elle est le point culminant, ainsi que la HRP, elle permet de rejoindre la vallée de Gaube.
De ce col part aussi la voie habituelle pour le petit Vignemale.

## Protection environnementale
Le col est situé dans le parc national des Pyrénées.

## Voies d'accès
On y accède côté est après une ascension de 800 m sur des pentes abruptes et caillouteuses. Le chemin longe de magnifiques cascades, passe par les grottes Bellevue, creusées au XIXe siècle, puis par le refuge Baysselance (2 651 m).
Côté ouest, on y accède depuis la vallée de Gaube et le refuge des Oulettes de Gaube (2 151 m) en passant par les lacs d'Arraillé.